# 塞勒姆鎮區 (堪薩斯州格林伍德縣)
塞勒姆鎮區（英語：Salem Township）為美國堪薩斯州格林伍德縣轄下的鎮區。2010年美国人口普查中此鎮區人口有33人。

## 地理
塞勒姆鎮區涵蓋總面積為235.0平方（90.73平方英里），其中陸地面積為233.6平方（90.18平方英里），水域面積為1.4平方（0.55平方英里）或0.61%。海拔高度477（1,565英尺）。

## 人口統計
根據2010年美國人口普查，塞勒姆鎮區人口有33人，其中男性有18人，女性有15人，人口密度為每平方公里0.14人，住房計17戶。鎮區內的白人有32人，非裔美國人有0人，美洲原住民有0人，亞裔美國人有0人，太平洋島裔美國人有0人，其他種族有0人，混血種族則有1人。此外鎮區內有1人為西班牙裔或拉丁裔美國人。此鎮區之年齡中位數為38.5歲，而男性年齡中位數為32.0歲，女性年齡中位數為39.5歲。